# Krymsk
Krymsk (russisch Крымск, ukrainisch Кримськ) ist eine Stadt in der Region Krasnodar in Russland mit 57.382 Einwohnern (Stand 14. Oktober 2010). Sie liegt am linken Kuban-Nebenfluss Adagum, 87 km von der Regionshauptstadt Krasnodar entfernt. Nächstgelegene Stadt ist Abinsk rund 15 km südöstlich von Krymsk.

## Geschichte
Der Ort wurde 1862 als Staniza Krymskaja gegründet, was in etwa 'Staniza (Kosaken-Siedlung) der Krim' bedeutet. Fünf Jahre zuvor (1858) war dort ein Militärstützpunkt entstanden. Die Besatzung kam teilweise von der nahe gelegenen Schwarzmeer-Halbinsel Krim, was den Namen erklärt. 140 pensionierte Soldaten äußerten den Wunsch, sich rund um die Festung niederzulassen. Später kamen Kosaken aus anderen Städten des Himbeerkeils, Einwanderer aus der Ukraine, aus südlichen und zentralen Regionen Russlands, Moldawier und pontische Griechen dazu. Mit der Verleihung der Stadtrechte 1958 änderte sich der Ortsname in Krymsk.
Bereits in den 1860er-Jahren begann in der Umgebung des Ortes die Erdölförderung, was dem Ort schnell eine gewisse wirtschaftliche Bedeutung gab. 1885 erhielt Krymsk einen Eisenbahnanschluss. In den 1930er- und 1940er-Jahren wurde es zudem zu einem wichtigen Zentrum der Landwirtschaft.
Im Zweiten Weltkrieg war Krymsk von August 1942 bis zum 5. Mai 1943 von der deutschen Wehrmacht besetzt.

### Bevölkerungsentwicklung
| Jahr | Einwohner |
| ---- | --------- |
| 1939 | 19.123    |
| 1959 | 32.803    |
| 1970 | 41.430    |
| 1979 | 48.175    |
| 1989 | 50.893    |
| 2002 | 56.623    |
| 2010 | 57.382    |

Anmerkung: Volkszählungsdaten

## Wirtschaft und Verkehr
Gegenwärtig ist der Rajon Krymsk eines der bedeutendsten Zentren der Ölförderung in der Region Krasnodar, auch wenn es in der Stadt Krymsk selbst keine ölverarbeitenden Betriebe gibt. Zu den Industriebetrieben in Krymsk gehören unter anderem mehrere Nahrungsmittelfabriken, landwirtschaftliche Betriebe und ein Baustoffwerk. Aufgrund des vergleichsweise warmen und milden Klimas ist die Umgebung von Krymsk eine der wenigen Gegenden in Russland, in der Weinbau betrieben wird.
Die Stadt liegt an der russischen Fernstraße M4 von Moskau in die Schwarzmeerhafenstadt Noworossijsk. In Krymsk kreuzen sich mehrere Eisenbahnstrecken. Vom Bahnhof Krymskaja aus bestehen Verbindungen nach Noworossijsk, Krasnodar, Anapa, Slawjansk am Kuban und in andere Städte.

## Trivia
In seinem Kriegsroman "Das geduldige Fleisch" verarbeitete Willi Heinrich unter anderem auch die Kämpfe um Staniza Krymskaja im Frühjahr 1943.

## Sehenswürdigkeiten
- Heimatmuseum
- Militärhistorisches Museum
- Reste der militärischen Befestigungsanlagen (19. Jahrhundert)

## Söhne und Töchter der Stadt
- Jekaterina Koroljowa (1998–2019), Handballspielerin